# Рива ди Солто
Рѝва ди Со̀лто (на италиански: Riva di Solto; на ломбардски: Ria de Solt, Риа де Солт) е село и община в Северна Италия, провинция Бергамо, регион Ломбардия. Разположено е на 186 m надморска височина, на западния бряг на езеро Изео. Населението на общината е 918 души (към 2017 г.).